# Instituto Nacional de Salud Pública
El Instituto Nacional de Salud Pública (INSP, por sus siglas) es una institución de desarrollo de políticas públicas, enseñanza e investigación científica perteneciente a la Secretaría de Salud de México dedicada a la mejora de la salud pública en el país. Forma parte de los Institutos Nacionales de Salud, un sistema de 13 institutos de investigación en ciencias biomédicas en los que se brindan servicios de salud pública y docencia a la población en general, destacando entre los mejores de su tipo en Latinoamérica. Fue fundado en 1987.

## Historia
Fue creado el 27 de enero de 1987 a partir de la fusión de tres instituciones: la Escuela de Salud Pública en México (ESPM), que databa de 1922, y el Centro de Investigaciones en Salud Pública (CISP) y el Centro de Investigación sobre Enfermedades Infecciosas (CISEI), ambas creadas en 1974. Su primer director fue Julio Frenk Mora. En 1989 su sede fue trasladada a Cuernavaca.
En 2000 le fue sumado el Centro de Información para Decisiones en Salud Pública, en 2001 el Centro de Investigación en Nutrición y Salud y en 2006 el Centro de Investigación en Evaluación y Encuestas. En 2006 se sumó a la formación de la Asociación Internacional de Institutos Nacionales de Salud Pública.

### Directores generales
| Director general                             | Periodo                 |
| -------------------------------------------- | ----------------------- |
| Julio Frenk Mora                             | 1987 - 1992             |
| Francisco Javier López Espino y de Antuñano* | 1992 - 1993             |
| José Gómez de León Cruces                    | 1993 - 1995             |
| Jaime Sepúlveda Amor                         | 1995 - 2003             |
| Mauricio Hernández Ávila                     | 2004 - 2006 2012 - 2017 |
| Mario Henry Rodríguez López                  | 2007 - 2012             |
| Juan Ángel Rivera Dommarco                   | 2017 - 2022             |
| Eduardo César Lazcano Ponce                  | 2022 -                  |
| * Interino.                                  |                         |

## Actividades

### Centros de investigación
- Centro de Investigación en Sistemas de Salud (CISS). Dirigido por Hortensia Reyes Morales.
- Centro de Investigación en Salud Poblacional (CISP)
- Centro de Investigación en Nutrición y Salud (CINyS)
- Centro de Investigación en Evaluación y Encuestas (CIEE)
- Centro de Información para Decisiones en Salud Pública (CENIDSP)
- Centro de Investigación Sobre Enfermedades Infecciosas (CISEI). Fue fundado en 1984. Desde 2013 es dirigido por Celia Alpuche Aranda.[10]
- Centro Regional de Investigación en Salud Pública (CRISP). Fue creado en 1996. Se encuentra localizado en Tapachula, Chiapas.

### Programa académico
En el instituto se realiza un programa académico con actividades de enseñanza y extensión académica, impartiéndose las siguientes especializaciones, posgrados, maestrías y doctorados:
- Especialidad en Evaluación Integral de Programas y Políticas de Desarrollo Sociales
- Especialidad en Medicina Preventiva
- Maestría en Salud Pública
- Maestría en Nutrición Clínica
- Maestría en Gestión de la Calidad en los Servicios de Salud
- Doctorado en Salud Pública
- Doctorado en Calidad de los Sistemas de Salud

El INSP desarrolla la publicación académica arbitrada Salud Pública de México, misma que se encuentra incluida en distintos indexadores internacionales como Scielo.

### Encuestas sobre salud
Entre las encuestas que realiza el instituto para conocer diversas situaciones sobre la salud y las afecciones a las personas en México se encuentran:
- Encuesta Nacional de Cobertura de Vacunación
- Encuesta de Satisfacción de Usuarios IMSS-Oportunidades
- Encuesta Nacional de Adicciones
- Encuesta Nacional de Nutrición y Salud (ENSANUT)
- Encuesta Global de Tabaquismo en Adultos (GATS)
- Encuesta Nacional de los Niños, Niñas y Mujeres en México (ENIM)
- Encuesta Nacional de Consumo de Drogas, Alcohol y Tabaco (ENCODAT), entre otras.